# Sint-Rochuskapel (Lummen)
De Sint-Rochuskapel is een betreedbare veldkapel aan de Meldertsebaan te Meldert.
De kapel werd voor het eerst vermeld in 1741. Ze werd gebouwd naar aanleiding van de uitbraak van een besmettelijke ziekte. Later werd de kapel verplaatst in verband met woningbouw op de oorspronkelijke plaats.
Naar de kapel werd vroeger elk jaar een processie gehouden, waarbij gebeden werd om verlost te worden van zweren en dergelijke.
Tegenwoordig is sprake van een luifelvormige kapel onder zadeldak. Een balk met daarop de tekst: H. Rochus B.V.O. bevindt zich boven de ingang. Tegen de achterwand is een rondboognis in barokstijl geplaatst, met daarin een 18e-eeuws Sint-Rochusbeeld in gepolychromeerd hout.